# Джерело «Гронова криниця»
Джерело «Гронова криниця» — гідрологічна пам'ятка природи місцевого значення. Розташована у с. Городківка Тульчинського району Вінницької області. Оголошена відповідно до рішення 27 сесії Вінницької обласної ради 5 скликання від 10.12.2009 р. №903. Охороняється цінне джерело з великим дебітом води добрих смакових якостей, яке живлять струмок, що впадає в р. Марківку.